# マンドゥル州
マンドゥル州（マンドゥルしゅう、フランス語: Région du Mandoul、アラビア語: منطقة ماندول 
）は、チャドの州。チャドの22ある州のうちのひとつである。州都はクムラ。2009年の人口は637,086人。

## 設立まで
2002年まではモワイエン=シャリ州に属する県であった。

## 下位行政区画
マンドゥル州はマンドゥル・オクシデンタル県、マンドゥル・オリエンタル県、バール・サラ県の3県に分かれている。

## 経済
州の主産業は綿花の栽培である。